# 호시나 마사유키
호시나 마사유키(일본어: 保科 正之 ほしな まさゆき[*], 게이초 16년 음력 5월 7일(1611년 6월 17일) ~ 간분 12년 음력 12월 18일(1673년 2월 4일))는 일본 에도 시대 전기의 다이묘이다. 아이즈 마쓰다이라가(호시나 마쓰다이라가)의 시조이다. 시나노 다카토번 제2대 번주, 데와 야마가타번주, 무쓰 아이즈번 초대 번주를 지냈다. 도쿠가와 이에야스의 서손이자 도쿠가와 이에미쓰의 이복 동생이다. 형 이에미쓰의 사후 조카 이에쓰나를 보좌했다.

## 생애

### 유년 시대
게이초 16년(1611년) 음력 5월 7일 에도 막부 제2대 쇼군 도쿠가와 히데타다의 넷째 아들로 태어났다. 생모는 호조씨의 가신이었던 사카에가의 딸 시즈(후의 쇼코인)으로 히데타다 유모의 시녀였다. 공처가였던 히데타다는 정실부인 오에요노가타의 눈을 피해 다케다 신겐의 차녀 겐쇼인에게 임신한 시즈를 맡겼다. 이는 로주 도이 도시카쓰 등 히데타다의 측근 몇 명만 아는 사실이었다.
겐나 3년(1617년) 다케다씨와 친분이 있는 시나노 다카토번주 호시나 마사미쓰의 양자가 되었다. 마사미쓰의 친동생 호시나 마사사다 대신 후계자가 되었고, 1631년 3만 석의 영주가 되었다.

### 아이즈번주

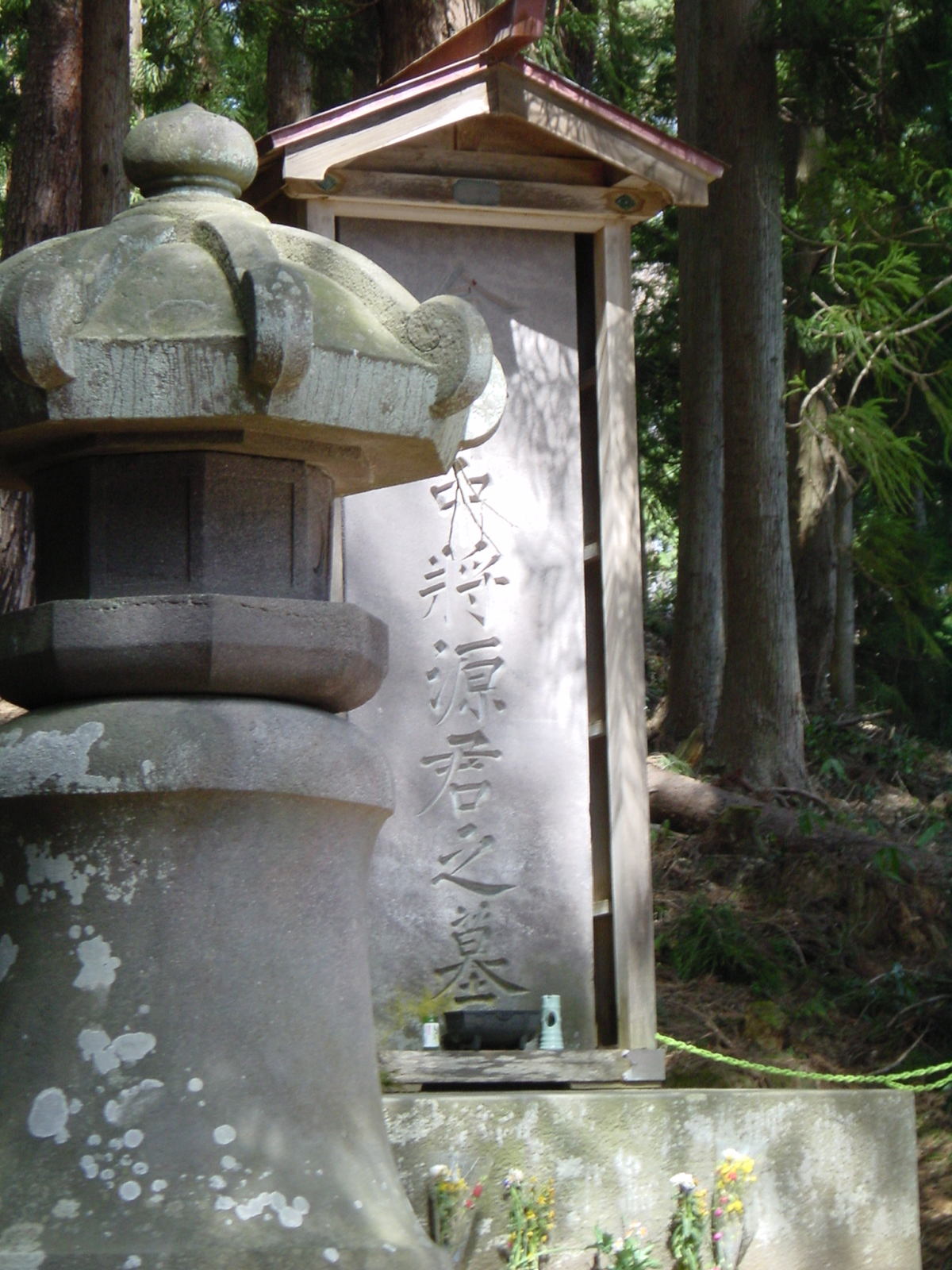
호시나 마사유키의 묘(2002년 4월 촬영)

스겐인이 죽고 난 뒤인 1629년 18세의 마사유키는 친아버지와 만나게 된다. 제3대 정이대장군 도쿠가와 이에미쓰는 근면 성실함과 유능함을 겸비한 이복동생을 예외적으로 총애하여 1636년 데와 야마가타번 20만 석을 배정하였다. 1643년 무쓰 아이즈번 23만 석의 다이묘로 임명되면서 호시나 마사사다도 다이묘가 되도록 요청하여 호시나 가문을 지키게 하였다. 마쓰다이라씨를 사용하라는 막부측의 권유도 있었지만, 호시나 가문의 은혜를 잊지 않는다는 의미에서 거절하였다. 제3대 번주 마사타카 대에 와서야 마쓰다이라씨를 사용하고 신판 다이묘의 반열에 들었다.
1651년 이에미쓰는 임종시 마사유키에게 「도쿠가와 종가를 부탁한다」라는 유언을 남겼다. 이에 감명받은 마사유키는 1668년 「아이즈 가훈 15조목」을 정했다. 제1조에 「아이즈번 사람은 막부를 수호해야 할 존재이며, 다이묘가 이를 배반해도 가신은 따라서 안 된다」고 적어 이후의 다이묘와 사무라이들은 모두 이를 충실히 지켰다. 막말의 다이묘 마쓰다이라 가타모리는 이 유훈을 지키기 위해 막부수호의 중심인물이 되어 끝까지 유신 세력과 싸웠다.

## 만년
1669년 은거에 들어가 1673년 12월 18일 에도에서 향년 63세(만 61세)로 사망했다.

## 자녀
- 정실 기쿠히메(菊姫)
  - 장남 유키마쓰(幸松)
- 계실 오이치만(於万)
  - 차남 호시나 마사요리(保科正頼)
  - 장녀 우에스기 쓰나카쓰(上杉綱勝)의 정실
  - 차녀 나카(中)
  - 3남 쇼겐(将監)
  - 4남 호시나 마사쓰네(保科正経) : 2대 아이즈번주
  - 5녀 이시히메(石姫) : 이나바 마사미치(稲葉正往)의 정실
  - 6녀 가제(風)
  - 7녀 가메(亀)
  - 5남 호시나 마사즈미(保科正純)
- 측실 우시다씨(牛田氏)
  - 3녀 기쿠(菊)
  - 4녀 摩須: 마에다 쓰나노리(前田綱紀)의 정실
- 측실 사와이씨(沢井氏)
  - 8녀 가네(金)
- 측실 오키씨(沖氏)
  - 6남 마쓰다이라 마사카타(松平正容) : 3대 아이즈번주
  - 9녀 산(算)